# Fibraurea tinctoria
Fibraurea tinctoria är en tvåhjärtbladig växtart som beskrevs av João de Loureiro. Fibraurea tinctoria ingår i släktet Fibraurea och familjen Menispermaceae. Inga underarter finns listade i Catalogue of Life.